# 400 meter frisim för herrar i simning vid olympiska sommarspelen 2012
Herrarnas 400 meter frisim vid olympiska sommarspelen 2012 ägde rum den 28 juli i London Aquatics Centre.

## Medaljörer
| Gren        | Guld          | Guld    | Silver                 | Silver  | Brons                | Brons   |
| 400m frisim | Sun Yang Kina | 3.40,14 | Park Tae-hwan Sydkorea | 3.42,06 | Peter Vanderkaay USA | 3.44,69 |

## Resultat

### Heat
| Placering | Heat | Bana | Namn                     | Nationalitet   | Tid     | Noteringar |
| --------- | ---- | ---- | ------------------------ | -------------- | ------- | ---------- |
| 1         | 4    | 4    | Sun Yang                 | Kina           | 3.45,07 | Q          |
| 2         | 4    | 5    | Peter Vanderkaay         | USA            | 3.45,80 | Q          |
| 3         | 4    | 7    | Conor Dwyer              | USA            | 3.46,24 | Q          |
| 4         | 3    | 4    | Park Tae-hwan            | Sydkorea       | 3.46,68 | Q          |
| 5         | 3    | 2    | Gergő Kis                | Ungern         | 3.46,77 | Q          |
| 6         | 4    | 3    | Hao Yun                  | Kina           | 3.46,88 | Q          |
| 7         | 3    | 5    | Ryan Napoleon            | Australien     | 3.47,01 | Q          |
| 8         | 3    | 6    | David Carry              | Storbritannien | 3.47,25 | Q          |
| 9         | 2    | 5    | Ryan Cochrane            | Kanada         | 3.47,26 |            |
| 10        | 4    | 6    | Pál Joensen              | Danmark        | 3.47,36 |            |
| 11        | 2    | 3    | Robbie Renwick           | Storbritannien | 3.47,44 |            |
| 12        | 2    | 6    | Mads Glaesner            | Danmark        | 3.48,27 |            |
| 13        | 2    | 4    | Paul Biedermann          | Tyskland       | 3.48,50 |            |
| 14        | 3    | 3    | David McKeon             | Australien     | 3.48,57 |            |
| 15        | 2    | 2    | Matthew Stanley          | Nya Zeeland    | 3.49,44 |            |
| 16        | 4    | 8    | Cristian Quintero Valero | Venezuela      | 3.50,44 |            |
| 17        | 3    | 1    | Sergij Frolov            | Ukraina        | 3.50,63 |            |
| 18        | 4    | 2    | Samuel Pizzetti          | Italien        | 3.50,93 |            |
| 19        | 4    | 1    | Dominik Meichtry         | Schweiz        | 3.51,34 |            |
| 20        | 2    | 7    | Egor Degtjarev           | Ryssland       | 3.52,33 |            |
| 21        | 1    | 4    | Mateusz Sawrymowicz      | Polen          | 3.53,33 |            |
| 22        | 3    | 8    | Matias Koski             | Finland        | 3.54,96 |            |
| 23        | 2    | 8    | Dorde Marković           | Serbien        | 3.55,35 |            |
| 24        | 2    | 1    | Juan Martin Pereyra      | Argentina      | 3.56,76 |            |
| 25        | 3    | 7    | Heerden Herman           | Sydafrika      | 3.57,28 |            |
| 26        | 1    | 5    | Mateo de Angulo Velasco  | Colombia       | 3.57,76 |            |
| 27        | 1    | 6    | Ahmed Gebrel             | Palestina      | 4.08,51 |            |
| 28        | 1    | 3    | Allan Gutierrez Castro   | Honduras       | 4.09,10 |            |

### Final
| Placering | Bana | Namn             | Nationalitet   | Tid     | Noteringar |
| --------- | ---- | ---------------- | -------------- | ------- | ---------- |
| 1         | 4    | Sun Yang         | Kina           | 3.40,14 | 0OR0       |
| 2         | 6    | Park Tae-hwan    | Sydkorea       | 3.42,06 |            |
| 3         | 5    | Peter Vanderkaay | USA            | 3.44,69 |            |
| 4         | 7    | Hao Yun          | Kina           | 3.46,02 |            |
| 5         | 3    | Conor Dwyer      | USA            | 3.46,39 |            |
| 6         | 2    | Gergő Kis        | Ungern         | 3.47,03 |            |
| 7         | 8    | David Carry      | Storbritannien | 3.48,62 |            |
| 8         | 1    | Ryan Napoleon    | Australien     | 3.49,25 |            |